# Kärtsy Hatakka

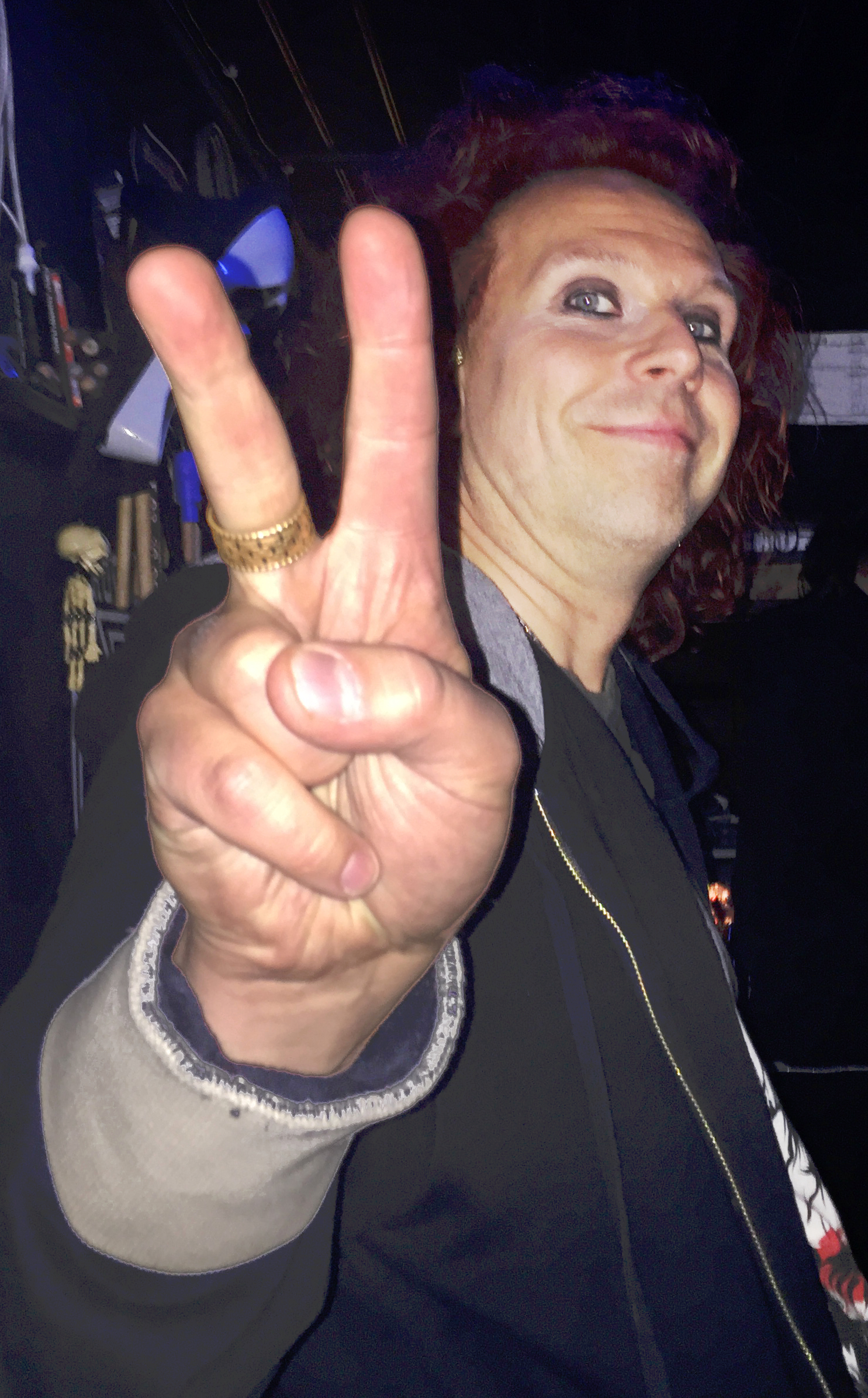
Kärtsy Hatakka (2015)

Kärtsy Hatakka (* 17. Dezember 1967 in Helsinki, bürgerlich: Kari Arvo Ilari Hatakka) ist ein finnischer Musiker. Er ist der Kopf der Rockgruppe Waltari. Er singt, spielt Bass und Keyboard.

## Leben
1975, im Alter von acht Jahren, gab Kärtsy Hatakka sein musikalisches Debüt mit dem Album She Does Slip in der Band Cat&Mouse gemeinsam mit seinem älteren Bruder Tote Hatakka.
Im Jahr 1986 gründete er die Band Waltari zusammen mit Jariot und dem ehemaligen Schlagzeugspieler Sale. 1995 war er wieder für Cat&Mouse aktiv und She Does Slip wurde mit neuen Bonustracks veröffentlicht.
Im Jahr 1997 wurde Hatakka Vater.
1998 kam die Extended Play von Cat&Mouse Around And Round heraus und 1999 sang er in dem Lied Sky is the limit von der Electro-Hip-Hop-Band Bomfunk MC’s. Im Jahr 2000 veröffentlichte er seine erste Solosingle K2 - Lights Go Wild.
Am 25. Juni 2002 hatte das Bühnenspiel Akseli and Eelo Premiere im Iitti Summer Theatre, das etwa 15 Kilometer westlich von Kouvola liegt. Hatakka komponierte die Musik zu der Geschichte über zwei seiner Vorfahren, zwei Brüder, die Anhänger von Leo Tolstois Ideen von Gewaltlosigkeit, Liebe und Mitgefühl waren. Beide wurden 1918 während des finnischen Bürgerkrieges erschossen.
Zusammen mit Kimmo Kajasto komponierte er 2001 den Soundtrack für das Videospiel Max Payne. Außerdem erschien seine zweite Solosingle K2 - Get On Top. Im August 2010 erschien sein Soloalbum "Duty Freedom".